# بوقه (بلاد الروس)

تعديل مصدري - تعديل

بوقه هي إحدى قرى مديرية بلاد الروس التابعة لمحافظة صنعاء اليمنية، بلغ تعداد سكانها 768 نسمة حسب أحصائيات عام 2004.